# Abiezrita
De acordo com fontes históricas e bíblicas, um abiezrita era um descendente de Abiezer, filho de Gileade, e não de Abiezer dos dias do Rei Davi.